# The Disappearance of Garcia Lorca
The Disappearance of Garcia Lorca è un film del 1997 diretto da Marcos Zurinaga.

## Trama
Un giornalista inizia un'indagine sulla scomparsa di Federico García Lorca, il famoso poeta scomparso all'inizio della guerra civile spagnola a Granada e fucilato da uno squadrone della milizia della CEDA.